# Helius flavus
Helius flavus là một loài ruồi trong họ Limoniidae. Chúng phân bố ở miền Cổ bắc.